# Seamill
Seamill ist eine Ortschaft in der schottischen Council Area North Ayrshire. Sie liegt am Südufer des Firth of Clyde und ist mit der Stadt West Kilbride verwachsen. Durch die A78 ist Seamill direkt an das Fernstraßennetz angeschlossen. Im Jahre 1961 zählte Seamill 526 Einwohner.

## Geschichte
Seamill entwickelte sich um den Standort einer Mühle, woher sich auch der Name der Ortschaft ableitet. Im späten 19. Jahrhundert werden Pflege- und Kureinrichtung in Seamill eingerichtet, darunter das heute als Denkmal der höchsten schottischen Kategorie A klassifizierte Seamill Centre. Außerdem wurde die Ortschaft ein Urlaubsziel für Sommergäste.